# Juan V de Mecklemburgo
Juan V de Mecklemburgo (1418 - 1 de noviembre de 1442/13 de enero de 1443) fue duque de Mecklemburgo desde 1436 hasta 1442.
Juan era el hijo del duque Juan IV de Mecklemburgo y Catalina de Sajonia-Lauenburgo. Gobernó Mecklemburgo-Schwerin después de la muerte de su padre, inicialmente bajo la regencia de su madre Catalina, luego desde 1436 junto con su hermano Enrique IV.
El 17 de septiembre de 1436 se casó con Ana de Pomerania-Stettin (m. después del 14 de mayo de 1447), la hija de Casimiro V de Pomerania. Fue probablemente enterrado en la catedral de Doberan en Bad Doberan.